# Mirakel till salu
Mirakel till salu (originaltitel: Leap of Faith) är en amerikansk dramafilm från 1992 regisserad av Richard Pearce och med skådespelarna Steve Martin, Liam Neeson och Debra Winger i huvudrollerna.

## Handling
Jonas Nightengale (Steve Martin) är en bedragare som åker omkring i USA och lurar folk på väckelsemöte för att genomföra underverk med hjälp av sin vän och manager Jane. En av deras bilar hamnar i Rustwater, Kansas som är i behov av regn för att odla sina grödor . I väntan på reservdelar beslutar Jonas att hålla väckelsemöte i staden. Den lokala sheriffen Will Braverman (Liam Neeson) är skeptisk och försöker förhindra hans stad och människor att bli lurade. Men den handikappade pojken Boyd tror att Jonas kan få Boyd att gå igen. Evenemanget i Rustwater får Jonas granska sin tro och sig själv.

## Skådespelare
- Steve Martin — Jonas Nightengale
- Albertina Walker - Lucille
- Debra Winger — Jane Larson
- Lolita Davidovich — Marva
- Liam Neeson — Sheriff Will Braverman
- Lukas Haas — Boyd
- Meat Loaf — Hoover
- Philip Seymour Hoffman — Matt
- M.C. Gainey — Tiny
- La Chanze — Georgette
- Delores Hall — Ornella
- Troy Evans - Officer Lowell Dade

## Om filmen
- Filmen är inspelad i Plainview, Texas.